# Graciella albicans
Graciella albicans är en skalbaggsart som beskrevs av Stefan von Breuning 1961. Graciella albicans ingår i släktet Graciella och familjen långhorningar. Inga underarter finns listade i Catalogue of Life.